# Arrenoseius donchanti
Arrenoseius donchanti är en spindeldjursart som beskrevs av Papadoulis, Emmanouel och Kapaxidi 2009. Arrenoseius donchanti ingår i släktet Arrenoseius och familjen Phytoseiidae. Inga underarter finns listade i Catalogue of Life.